# Benjamina Miyar
Benjamina Miyar Díaz (Corao, Cangas de Onís, 9 de agosto de 1888 - ibidem, 7 de agosto de 1961) fotógrafa profesional y relojera, formó parte de la resistencia antifranquista.

## Biografía
Hija de María Manuela Díaz Montero y de Roberto Miyar Álvarez, relojero marxista y bohemio. Descendiente de una familia de libreros y relojeros, su padre era primo de Basilio Sobrecueva Miyar, fundador de la fábrica de relojes de Corao y emparentada también con el librero liberal Antonio Miyar. Su infancia transcurrió en este entorno que combinaba la realización de trabajo manual detallista y la técnica así como el gusto por la literatura y el arte. La familia residía en una finca llamada Calle l'Agua, donde también vivían sus primas. Estudió en la escuela de niñas de Corao.

## Trayectoria profesional

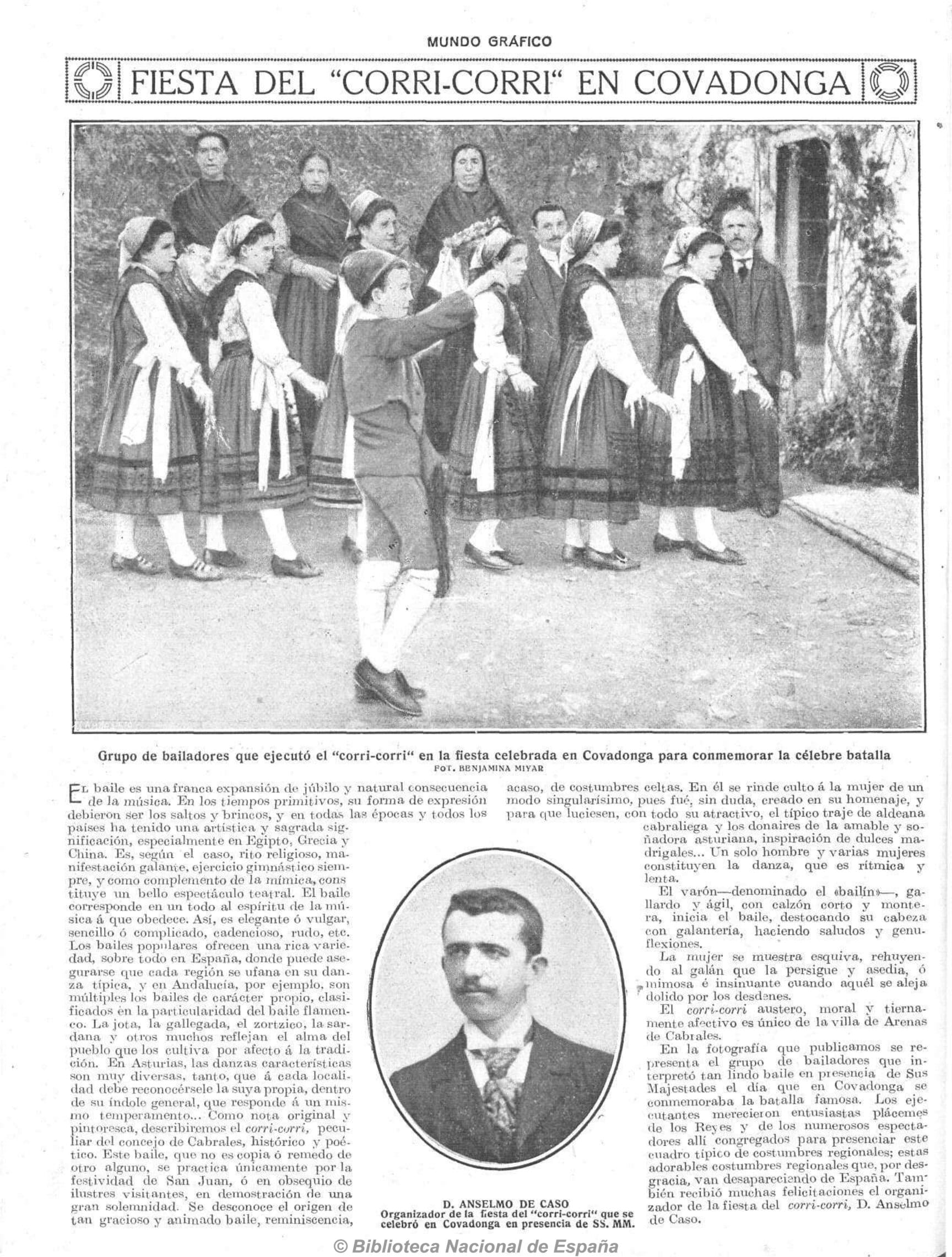
Fiesta del 'corri-corri' en Covadonga. Mundo Gráfico 23/10/1918. Fuente: Hemeroteca Digital Biblioteca Nacional Licencia: CC BY-SA 4.0

Desde muy joven se incorporó a trabajar en el taller de su padre componiendo y reparando relojes. En la segunda década del siglo XX Miyar se inició como fotógrafa abriendo un estudio junto al taller de relojería. Fue colaboradora en distintos medios de prensa regionales. Se tiene constancia de su primer retrato publicado en 1914. En 1918 la revista Mundo Gráfico publicó la fotografía de los bailarines del corri-corri firmada por Miyar y ese mismo año otros dos medios de Cangas de Onís, El Popular y El Orden, publicaron brevísimas noticias de sus primeros pasos fotográficos halagando sus excelentes aptitudes. Es en el retrato donde Miyar expresaba su visión artística de la fotografía, jugaba con las composiciones y formaba un relato. Destacan en su producción los positivos en tarjeta postal recreando ambientes costumbristas, aparentemente improvisados. A estos trabajos añade, tras el revelado, retoques con lápiz o lápices de colores y tintas. A través de estas fotografías Miyar explora su mundo cercano y lo preserva. Una parte de su obra se ha perdido.

## Guerra civil y posguerra
A partir de la Guerra civil española, en 1936, comienza la segunda etapa creativa y personal de Miyar, ya no es tan prolífica como fotógrafa. Mujer de ideología de izquierdas, republicana, tras el golpe de Estado y durante la guerra estuvo pendiente del taller de su padre para evitar el pillaje por parte de las tropas nacionales cuando entraron en Corao. Durante la posguerra se relacionó con grupos guerrilleros, maquis, y documentó algunos de sus encuentros. Fue enlace y agente de la resistencia en los bosques asturianos. Estuvo cuatro veces en la cárcel, una de ellas acusada de terrorismo por su relación con los guerrilleros antifascistas. En el libro La brigadilla José Ramón Gómez-Fouz comenta que la autora de una fotografía en la que aparecen Canor el de Santa Rosa, Marcelino Fernández, el Marico, y Cándido Camblor, Bardial, es Miyar. Antes del revelado de esta fotografía fue arrestada. Está documentada la protección que ofreció a Fernando Prieto Moro, Alegría, que hasta 1945 se mantuvo huido por los montes próximos a Corao, siendo registrada su casa en varias ocasiones por la Guardia Civil. A partir de la década de los años 50, derrotada ya la guerrilla. Miyar vuelve al taller de relojería y a la fotografía para ganarse la vida. Será a la vuelta de su primo Ismael de las cárceles franquistas, cuando le cederá el taller dedicándose únicamente a la fotografía que ya no abandonará. Enferma de cáncer se traslada primero a Palencia, posteriormente a Madrid para recibir tratamiento, volviendo a Corao poco antes de su fallecimiento en 1961.

## Reconocimientos
En 2020 se estrenó el documental La calle del agua de Celia Viada Caso donde la directora recupera la vida y obra de Miyar. Recibió el premio OpenEcam Work-in-progress en el FICX 2019 y fue distinguida con siete galardones en el FICX 2020. La Calle del Agua sigue el rastro perdido de esta pionera de la fotografía en España.